# Milton (Washington)
Milton és una població dels Estats Units a l'estat de Washington. Segons el cens del 2000 tenia 5.795 habitants.

## Demografia
Segons el cens del 2000, Milton tenia 5.795 habitants, 2.390 habitatges, i 1.563 famílies. La densitat de població era de 884,4 habitants per km².
Dels 2.390 habitatges en un 31,2% hi vivien nens de menys de 18 anys, en un 49,7% hi vivien parelles casades, en un 11,3% dones solteres, i en un 34,6% no eren unitats familiars. En el 28% dels habitatges hi vivien persones soles el 10,1% de les quals corresponia a persones de 65 anys o més que vivien soles. El nombre mitjà de persones vivint en cada habitatge era de 2,39 i el nombre mitjà de persones que vivien en cada família era de 2,92.
Per edats la població es repartia de la següent manera: un 24,8% tenia menys de 18 anys, un 7,3% entre 18 i 24, un 31,7% entre 25 i 44, un 22,3% de 45 a 60 i un 13,9% 65 anys o més.
L'edat mediana era de 38 anys. Per cada 100 dones de 18 o més anys hi havia 91,5 homes.
La renda mediana per habitatge era de 48.166 $ i la renda mediana per família de 53.732 $. Els homes tenien una renda mediana de 41.508 $ mentre que les dones 30.111 $. La renda per capita de la població era de 22.400 $. Aproximadament el 4,8% de les famílies i el 8% de la població estaven per davall del llindar de pobresa.

## Poblacions més properes
El següent diagrama mostra les poblacions més properes.